# Lista odcinków serialu Game Shakers. Jak wydać grę?
W artykule znajduje się lista odcinków serialu Game Shakers. Jak wydać grę?, który emitowany jest w USA od 12 września 2015 roku na amerykańskim Nickelodeon. W Polsce serial jest emitowany od 10 stycznia 2016 roku na kanale Nickelodeon Polska.

## Serie
| Seria | Odcinki | Premiera serii   | Finał serii      | Premiera serii   | Finał serii       |
| ----- | ------- | ---------------- | ---------------- | ---------------- | ----------------- |
| 1     | 25      | 12 września 2015 | 21 maja 2016     | 10 stycznia 2016 | 13 listopada 2016 |
| 2     | 24      | 17 września 2016 | 4 listopada 2017 | 10 września 2017 | 2018              |
| 3     | 18      | 10 lutego 2018   | 8 czerwca 2019   | 25 marca 2019    | 2019              |

## Lista odcinków

### Seria 1:2015-16
| # | Tytuł                                                 | Reżyseria     | Scenariusz                                 | Premiera w USA       | Premiera w Polsce | Kod     |
| - | ----------------------------------------------------- | ------------- | ------------------------------------------ | -------------------- | ----------------- | ------- |
| 1 | Nieboryb Sky Whale                                    | Steve Hoefer  | Dan Schneider i Jake Farrow                | 12 września 2015     | 10 stycznia 2016  | 101-102 |
| 2 | Zgubiona kurtka. Gołębie Lost Jacket, Falling Pigeons | Russ Reinsel  | Dan Schneider i Richard Goodman            | 19 września 2015     | 17 stycznia 2016  | 104     |
| 3 | Brudna Klucha Dirty Blob                              | Adam Weissman | Dan Schneider i Sean Gill i Jana Petrosini | 26 września 2015     | 24 stycznia 2016  | 105     |
| 4 | Migo MeGo the Freakish Robot                          | Steve Hoefer  | Dan Schneider i Jake Farrow                | 3 października 2015  | 31 stycznia 2016  | 106     |
| 5 | Korniszonki Tiny Pickles                              | Steve Hoefer  | Dan Schneider i Richard Jake Farrow        | 10 października 2015 | 7 lutego 2016     | 106     |